# Архейные ацидофильные наноорганизмы Ричмондских рудников
Архе́йные ацидофи́льные нанооргани́змы Ри́чмондских руднико́в (англ. Archaeal Richmond Mine acidophilic nanoorganisms, ARMAN) —  организмы из домена архей, впервые описанные Бреттом Бейкером в 2006 году в экстремально кислом руднике Iron Mountain Mine в северной Калифорнии. Эти новые группы архей получили названия ARMAN-1, ARMAN-2, ARMAN-3, ARMAN-4 и ARMAN-5. Аббревиатура для обозначения данной группы архей была выбрана таким образом, чтобы соответствовать фамилии владельца рудника — Ted Arman. Предшествующий анализ рудниковых вод с помощью полимеразной цепной реакции (ПЦР) не смог выявить их наличие, поскольку у организмов ARMAN имеется несколько замен, не позволяющих детектировать их с помощью ПЦР со стандартными праймерами к 16S рРНК. Бейкеру и коллегам удалось обнаружить эти организмы с помощью секвенирования ДНК организмов рудникового сообщества с помощью метода дробовика. 
Первоначально считалось, что три группы ARMAN относятся к типу эвриархеот. Дальнейший пересмотр данных, основанный на более детально проработанном филогенетическом дереве архей, показал, что ARMAN относятся к надтипу DPANN. В настоящее время ARMAN выделяют в новые типы Micrarchaeota (Candidatus Micrarchaeum acidiphilum) и Parvarchaeota, давно отделившиеся от остальных архей. Различия между генами 16S рРНК трёх первых групп ARMAN составляют 17 %.

## Распространение
Анализ с помощью флуоресцентных зондов, специфичных по отношению к ARMAN, показал, что клетки ARMAN всегда присутствуют в сообществах, связанных с кислыми дренажными рудниковыми водами в руднике в Iron Mountain (северная Калифорния); pH этих рудниковых вод достигает отрицательных значений (наименьшая измеренная величина pH составила —3,6). Как правило, клетки ARMAN немногочисленны в рудниковых сообществах (на них приходится 5—25 % обитателей сообществ). В 2008 году организмы, очень близкие к ARMAN, были найдены в кислом болоте в Финляндии, в 2010 году — в кислых дренажных рудниковых водах близ Рио-Тинто (юго-восток Испании), а в 2011 году — в слабощелочном глубоком подземном горячем источнике в Японии.

## Строение клеток и экология
В 2009 году был проведён анализ некультивируемых клеток ARMAN из рудниковой биоплёнки с использованием трёхмерной криоэлектронной томографии. Оказалось, что размер клеток ARMAN соответствует нижнему предсказанному пределу для живых клеток: их объём составляет 0,009—0,04 мкм³. Интересно, что, несмотря на чрезвычайно малые размеры клеток, на клетках из биоплёнки обнаружилось несколько типов вирусов. Выяснилось также, что в клетках ARMAN имеется в среднем 92 рибосомы на клетку, в то время как в клетке кишечной палочки Escherichia coli содержится около 10 тысяч рибосом. Судя по всему, ARMAN обходятся очень малым числом метаболитов на одну клетку, что поднимает вопрос о минимальных потребностях живых клеток. 3D-реконструкция клеток ARMAN в естественной среде обитания показала, что некоторые клетки ARMAN прикрепляются к другим археям из порядка Thermoplasmatales. Клетки этих архей проникают сквозь клеточную стенку ARMAN, достигая цитоплазмы. Природа этого взаимодействия неясна; возможно, здесь имеет место некоторая разновидность паразитизма или симбиоза. Возможно, ARMAN получают от других архей те метаболиты, которые не могут синтезировать сами.

## Геномика и протеомика
В 2006 году были секвенированы геномы представителей трёх подгрупп ARMAN. Первый черновой вариант генома Candidatus Micrarchaeum acidiphilum из подгруппы ARMAN-2 имеет длину около 1 мегабазы (миллион пар оснований). Геномы ARMAN-4 и ARMAN-5, также имеющие размер около 1 мегабазы, отличаются необычными размерами генов, сходными с таковыми симбиотических и паразитических бактерий. Этот факт может свидетельствовать о межвидовых взаимодействиях ARMAN с другими археями. Кроме того, оказалось, что на филогенетическом дереве архей ARMAN располагаются рядом с точкой разделения ветвей эвриархеот и кренархеот, что свидетельствует о том, что ARMAN разделяют многие генетические черты с археями этих двух групп. Стоит отметить, что у ARMAN выявлены многие гены, обнаруженные только у кренархеот. Реконструировать известные метаболические пути у ARMAN очень сложно из-за необычно большого числа уникальных генов, обнаруженных у архей этой группы. В 2011 году у архей ARMAN-1 и ARMAN-2 был описан новый тип эндонуклеаз, участвующих в сплайсинге тРНК.